# М'ясоїдні

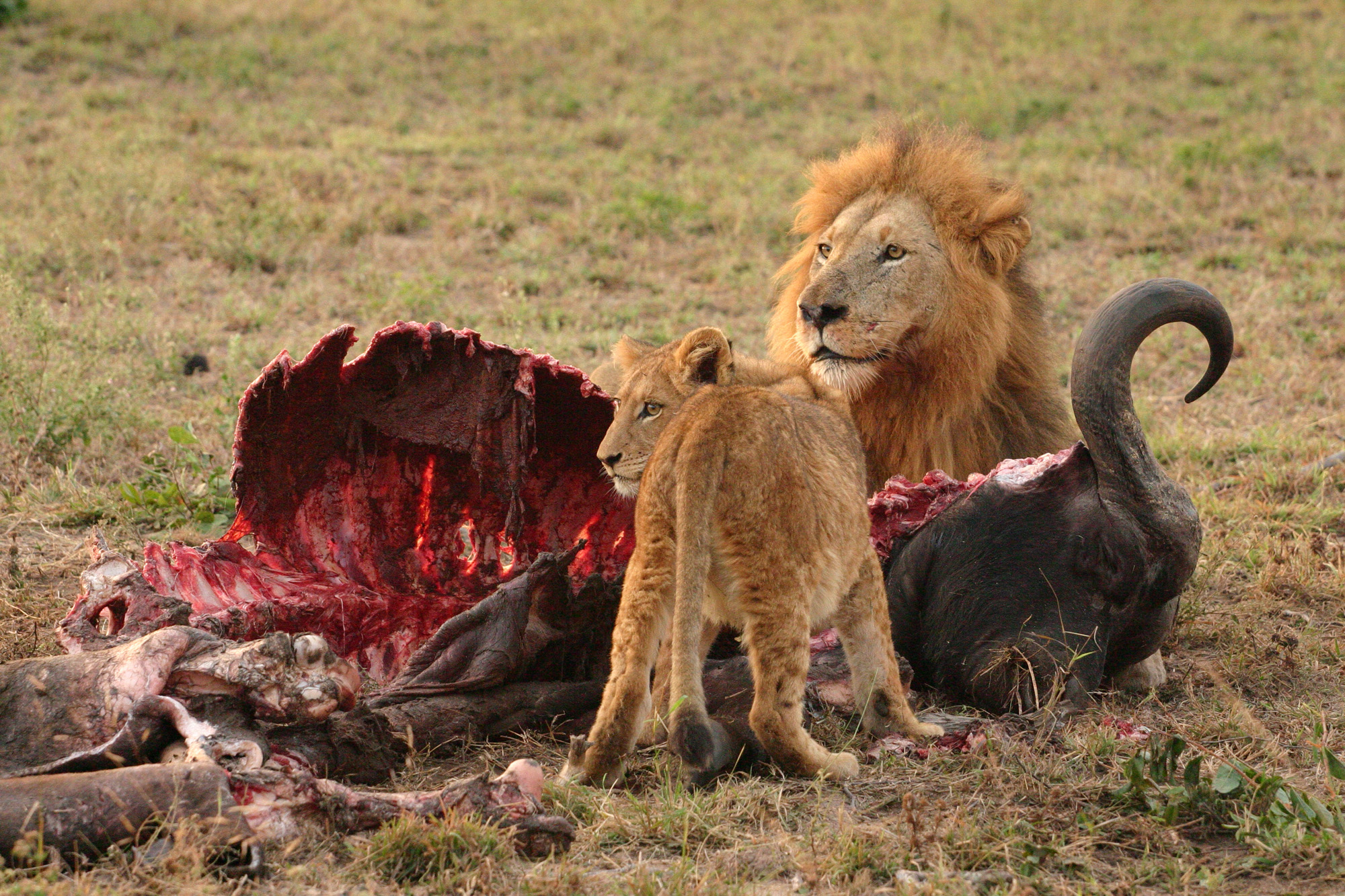
Леви потребують понад 7 кілограмів м'яса щодня. Основною їхнього раціону є м'ясо великих ссавців, таких як цей буйвол.

М'ясоїдні (англ. carnivores) — тварина або рослина, чиї харчові та енергетичні потреби задовольняються шляхом споживання тваринних тканин (переважно м'язів, жиру та інших м'яких тканин). Цим вони відрізняються від травоїдних, що споживають в основному рослинну їжу.
До м'ясоїдних відносять ряд хижих плацентарних ссавців, деякі види сумчастих, деяких птахів, змій, крокодилів, риб, головоногих молюсків та інших тварин.

## Підвиди хижацтва
За стратегією живлення м'ясоїдних можна умовно розділити на два класи — хижаків і падальників.
За відсотковим складом м'яса у дієті м'ясоїдні поділяються на:
- Гіперхижаків або облігатних хижаків — тварин, раціон яких більш ніж на 70 % складається з м'яса, отриманого шляхом активного полювання або поїдання падалі. Решта не м'ясного раціону може складатися з їжі нетваринного походження, наприклад, грибів, фруктів або інших рослинних матеріалів[1][2]. Також можуть називатися справжніми хижаками. Кожен вид родини котячих (Felidae), в тому числі й домашній кіт, у своєму природному середовищі є гіперхижаком[3].
- Мезохижаків або не облігатних, факультативних хижаків — тварин, раціон яких на 30—70 % складається з м'яса[4]. Також можуть називатися всеїдними, оскільки чіткого поділу між цими дієтами не існує. Поширеним прикладом мезохижака у Європі є рудий лис[5].
- Гіпохижаків, що споживають менше 30 % м'яса у своєму раціоні[4]. Прикладом сучасного гіпохижака є ведмідь гризлі.

Хижак на вершині харчового ланцюга (дорослі особини, на яких не полюють інші тварини) називається верхівковим хижаком, незалежно від того, чи є він облігатним або факультативним хижаком.
За межами тваринного світу існує кілька родів м'ясоїдних рослин (переважно комахоїдних), і кілька відділів м'ясоїдних грибів (що полюють переважно на мікроскопічних безхребетних, таких як нематоди, амеби та веснянки).
М'ясоїдні іноді характеризуються за типом здобичі. Наприклад, тварини, які харчуються переважно комахами та подібними наземними членистоногими, називаються комахоїдними, тоді як ті, що харчуються переважно птахами, називаються птахоїдними. Ті, що харчуються переважно рибою, називаються рибоїдними. Деякі м'ясоїдні спеціалізуються на споживанні специфічної здобичі, наприклад яєць, як от яйцева змія. Гігантський мурахоїд, таманду, деякі броненосці та панголіни вживають в їжу мурах та/або термітів. Крузуба тетра спеціалізується на поїданні луски інших риб.

## Номенклатура

### Ряд ссавців
До ссавців належить підряд хижих (Carnivora), що отримали свою назву завдяки тому, що більшість його представників є м'ясоїдними хижаками, однак схожість назви підряду і назви дієти викликає плутанину.
Багато, але не всі хижі (Carnivora) є м'ясоїдними. Деякі з них, наприклад, великі та малі коти (Felidae), є облігатними м'ясоїдними. Інші класи хижих дуже мінливі. Наприклад, ведмеді (Ursidae): в той час як білий ведмідь харчується майже виключно м'ясом (понад 90 % його раціону — м'ясо), майже всі інші види ведмедів всеїдні, а один вид, гігантська панда, майже виключно травоїдний.
М'ясоїдна дієта не є відмінною рисою підряду. Багато ссавців з дуже м'ясоїдною дієтою не є членами Carnivora. Китоподібні, наприклад, харчуються іншими тваринами, але парадоксальним чином належать до майже виключно рослиноїдних унгулятів — копитних ссавців. 

## Характеристики хижаків
Характерні риси, які зазвичай асоціюються з хижаками, включають силу, швидкість і гострий нюх, а також зуби та кігті для захоплення і розривання здобичі. Однак деякі м'ясоїдні не полюють, а є падальниками, яким не вистачає фізичних характеристик, щоб вполювати здобич самостійно. Щобільше, більшість м'ясоїдних мисливців їдять падаль при першій-ліпшій нагоді.
У м'ясоїдних порівняно коротка травна система, оскільки їм не потрібно розщеплювати тверду целюлозу, що міститься в рослинах. У багатьох хижих тварин очі спрямовані вперед, що дозволяє сприймати глибину. Це майже універсальна риса серед хижаків ссавців, тоді як у більшості плазунів і земноводних очі спрямовані в сторони.